# 37596 Cotahuasi
37596 Cotahuasi è un asteroide della fascia principale. Scoperto nel 1991, presenta un'orbita caratterizzata da un semiasse maggiore pari a 2,4023186 UA e da un'eccentricità di 0,3170595, inclinata di 21,53375° rispetto all'eclittica.